# Олександривка
 Тази статия е за селището в Николаевска област, Украйна.  За селото в Одеска област вижте Олександривка (Одеска област).  
Олександривка (на украински: Олександрівка) е селище от градски тип в Южна Украйна, Вознесенски район на Николаевска област. Основано е през 1774 година. Населението му е около 5944 души.